# Georges Mundeleer
Pour les articles homonymes, voir Mundeleer.
 (octobre 2017).
Si vous disposez d'ouvrages ou d'articles de référence ou si vous connaissez des sites web de qualité traitant du thème abordé ici, merci de compléter l'article en donnant les références utiles à sa vérifiabilité et en les liant à la section « Notes et références ».
Georges Henri Mundeleer, né le 4 avril 1921 à Ixelles et décédé le 7 septembre 2001 à Knokke-Heist, fut un homme politique belge francophone, membre du Parti de la liberté et du progrès (unitaire)-PLP, ensuite PRL. Il est le fils du ministre libéral Léon Mundeleer.
Georges Mundeleer fut docteur en droit et avocat et devint échevin à Ixelles en 1965.
Il fut député (1960-1971 et 1974-1991).
Il fut secrétaire d'État de la Justice et des Classes Moyennes de 1985 à 1987.

## Vie politique
Député à la Chambre des Représentants (arrondissement de Bruxelles) le 29 novembre 1960 (en remplacement de L. Cooremans). Il fut secrétaire de la Chambre du 26 février 1963 au 23 avril 1968.
Il fut également membre du Conseil interparlementaire consultatif du Benelux (30 août 1965).